# Podwórna
Podwórna (biał. Падвірна; ros. Подворная) – część miasta Mosty na Białorusi, w obwodzie grodzieńskim, w rejonie mostowskim. Leży nad Niemnem. Dawniej samodzielna wieś.
Rozpościera się wzdłuż ulicy Proletarskiej, równolegle do Niemna, w południowej części miasta. Na wschodzie przechodzi w Zelwiany (także dawna wieś, obecnie część Mostów)

## Historia
W dwudziestoleciu międzywojennym miejscowość leżała w Polsce, w województwie białostockim, w powiecie wołkowyskim, w gminie Piaski. 16 października 1933 utworzyła gromadę w gminie Piaski. Po II wojnie światowej weszła w struktury ZSRR.